# 테오도르 비블리안데르

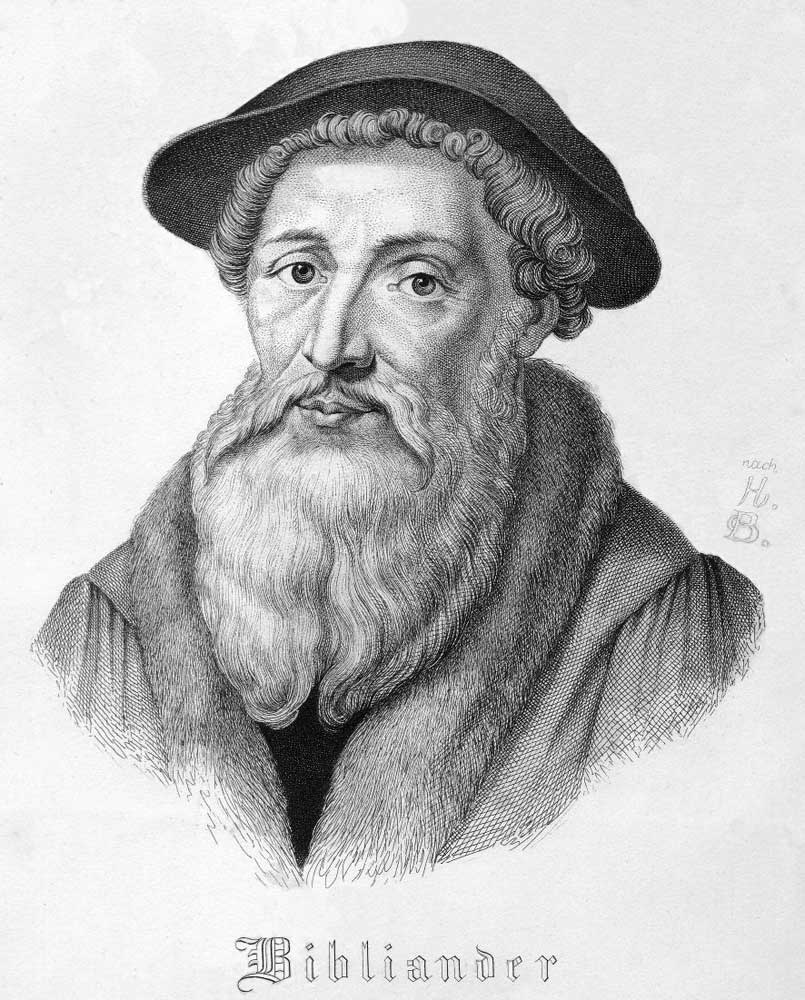
테오도르 비블리안데르

테오도르 비블리안데르(Theodor Bibliander, 1506? ~ 1564)는 스위스의 동양학자, 출판업자, 종교 개혁가, 언어학자였다. 본명은 테오도어 부흐만(독일어: Theodor Buchmann)으로, ‘비블리안데르’는 그의 성을 그리스어로 옮긴 것이다. 스위스 투르가우 비쇼프스첼에서 태어났다. 오스발트 뮈코니우스 밑에서 라틴어를 공부하고 야코프 케포린 밑에서 그리스어와 히브리어를 공부했으며 1525 ~ 1527년에는 바젤에서 요하네스 외콜람파디우스와 콘라트 펠리칸의 강의를 들었다. 그는 아랍어를 비롯한 동양의 다른 언어에도 능숙했고, 신학 교수가 되었다. 1535년에 히브리어 문법서를 출판하였고 성서 주석서도 출판하였다. 1543년에 케튼의 로버트가 12세기에 번역한 것을 바탕으로 꾸란의 라틴어 번역을 최초로 인쇄하여 출판하였다. 이 판본에는 아랍어로 된 신학 문헌인 〈천 가지 질문의 책〉의 번역인 〈마호메트의 가르침〉(Doctrina Machumet)이 포함되어 있었다. 그는 스위스 성서 주석의 아버지로 여겨진다. 말년에는 예정설을 두고 피에트로 마르티레 베르밀리와 교리 논쟁을 벌였고, 1560년에 카롤리눔의 신학 교수직을 잃게 되었다. 그는 1564년 9월 26일 취리히에서 가래톳페스트로 죽었다.

## 저서
- Institutionum grammaticarum de lingua Hebraea liber unus, Zurich, 1535
- De optimo genere grammaticorum Hebraicorum, Hieronymus Curio, Zurich, 1542
- Machumetis Saracenorum principis eiusque successorum vitae ac doctrina ipseque Alcoran, Johannes Oporin, Basel, 1543, 1550. (Qur'an: on-line text with critical apparatus in French, on-line text with critical apparatus in German)
- Relatio fidelis, Johannes Oporin, Basel, 1545
- De ratione communi omnium linguarum et litterarum commentarius, Christoph Froschauer, Zurich, 1548
- De ratione temporum, Johannes Oporin, Basel, 1551
- Temporum a condito mundo usque ad ultimam ipsius aetatem supputatio, Johannses Oporin, Basel, 1558

## 참고 문헌
- 안재원 (2020). “비블리안데르의 『모든 언어와 문자의 공통 본성론』의 운명에 대하여”. 《인문논총》 77 (3): 329-363. 2020년 12월 29일에 확인함.